# Hybotidae
Gli Hybotidae Fallén, 1816, sono una famiglia di insetti dell'ordine dei Ditteri (Brachycera: Muscomorpha). In inglese sono noti con il nome comune di dance flies ("mosche danzanti") per l'abitudine di formare sciami danzanti nella fase di corteggiamento. Questa denominazione, tuttavia, è spesso usata anche per fare riferimento in senso esteso alla famiglia degli Empididae, che storicamente comprendeva gli Hybotidae e, ancora oggi, alcune classificazioni comprendono.

## Descrizione
Gli adulti sono insetti di piccole dimensioni, con corpo vario aspetto, in genere poco robusto. Il capo è globoso, provvisto di grandi occhi, generalmente oloptico nei maschi, ad eccezione di alcuni Tachydromiinae, mentre le femmine con capo oloptico si rinvengono solo negli Hybotinae. Le antenne sono corte, di tipo aristato, con i primi due articoli relativamente brevi e della stessa lunghezza, scapo rivestito di setole, stilo più o meno lungo, in genere biarticolato, inserito sul terzo segmento in posizione apicale o subapicale. L'apparato boccale è relativamente breve, di tipo pungente-succhiante. Labbro superiore diritto e acuto, provvisto all'apice della faccia ventrale di denti taglienti (lame epifaringee). Mascelle con stipite semplice e diritto, lacinia apparentemente assente perché fusa con il labbro inferiore e palpo uniarticolato, diritto e proteso in avanti; caratteristico degli Hybotidae è l'attacco del palpo mascellare ad un piccolo sclerite esterno (palpifero), contrariamente a quanto avviene negli altri Empidoidea, nei quali il palpo è connesso ad una zona membranosa della lacinia. Labbro inferiore con labelli provvisti di numerose pseudotrachee o, negli Hybotinae, del tutto privi.
Il torace, di forma globosa o oblunga, moderatamente convesso sul dorso, presenta setole sul laterotergite, acrosticali allineate su più serie e distinte dalle dorsocentrali. Le zampe sono moderatamente lunghe ed esili, con zampe anteriori a volte adattate alla funzione raptatoria; le tibie anteriori e posteriori sono provviste di un pettine di setole all'apice; caratteristica della famiglia è la presenza di una ghiandola, nelle tibie anteriori, la cui funzione è sconosciuta.
Le ali sono relativamente larghe, ialine, ripiegate orizzontalmente e reciprocamente sovrapposte sopra l'addome, con lobo anale più o meno pronunciato e alula generalmente assente. Sono in genere provviste di una lunga setola alla base del margine anteriore, pterostigma più o meno marcato in corrispondenza della terminazione di R1 oppure del tutto assente (Tachydromiinae).
La nervatura alare mostra la tendenza alla semplificazione della struttura che si rileva all'interno dell'albero filogenetico degli Empidoidea e il principale carattere che permette la distinzione dagli Empididae è l'assenza della biforcazione R4+5. La costa non si estende all'intero margine e si interrompe in genere in corrispondenza della terminazione del primo ramo della media, la subcosta è incompleta. La radio si suddivide in tre rami, con settore radiale che trae origine in posizione nettamente più distale rispetto alla vena omerale. La media si divide in due o tre rami. La generalità degli Hybotinae e dei Tachydromiinae presenta due soli rami della media per la perdita di M2, mentre in alcuni Ocydromiinae tale numero si deve alla perdita del ramo M1. La cellula discale manca nei Tachydromiinae e nella tribù dei Bicellariini per la perdita nella nervatura trasversa mediale (m-m). Il sistema cubito-anale presenta in generale la riduzione tipica di molti Empidoidei, ma nel complesso la conformazione è eterogenea: in genere, il ramo terminale della cubito devia più o meno bruscamente per confluire sull'anale, determinando uno sviluppo della cellula cup più breve rispetto alle basali. Fa eccezione il genere Hybos, nel quale la cubito si prolunga verso il margine alare confluendo sull'anale in una posizione più distale; questa conformazione determina uno sviluppo più marcato della cup. La semplificazione delle nervature cubito-anali può portare a volte alla completa scomparsa della cup, come avviene, ad esempio, in Austrodromia. La vena terminale A1+CuA è in genere completa e termina sul margine dell'ala.
| Ocydromiinae e Trichininae | Hybotinae (esclusi Bicellariini) |
| Tachydromiinae             | Schemi delle nervature alari maggiormente ricorrenti. Nervature longitudinali: C: costa; Sc: subcosta; R: radio; M: media; Cu: cubito; A: anale. Nervature trasversali: h: omerale; r-m: radio-mediale; m-m: mediale; m-cu: medio-cubitale. Cellule: d: discale; br: 1ª basale; bm: 2ª basale; cup: cellula cup. |

L'addome è oblungo-cilindrico, affusolato nelle femmine per la conformazione telescopica degli ultimi uriti. Nei maschi è talvolta asimmetrico e ruotato di 90°.

## Biologia

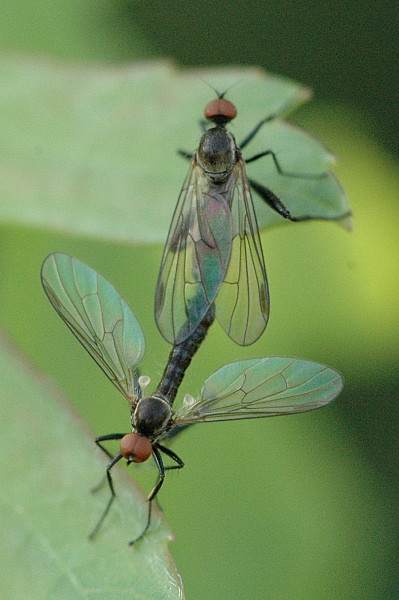
Hybos (Hybotinae)

Gli adulti hanno per la maggior parte un regime dietetico zoofago e si nutrono a spese di piccoli artropodi. A differenza di altri brachiceri inferiori, sono mediocri volatori ma sono agili corridori, perciò l'attività predatoria si svolge in genere sulla superficie dei vegetali o su altri substrati sfruttando l'attitudine cursoria, mentre è rara la predazione in volo. Alcune specie della sottofamiglia Ocydromiinae hanno perso l'attività predatoria ed hanno invece un regime dietetico glicifago, nutrendosi del nettare dei fiori.
In generale, gli Hybotidae formano sciami danzanti che preludono gli accoppiamenti, questo comportamento si è però perso in diversi Tachydromiinae.
La biologia delle larve è quasi sconosciuta, le poche conoscenze si hanno in merito a specie rinvenute nel suolo e nel legno marcescente e si presume che, come molti brachiceri inferiori, siano predatrici a spese di invertebrati terricoli o associati a materiali organici in decomposizione.

## Sistematica
Storicamente, gli Hybotidae facevano capo a tre sottofamiglie degli Empididae: Hybotinae, Ocydromiinae, Tachydromiinae. Già negli anni settanta si gettavano le basi per uno scorporo della famiglia che ha portato all'attuale configurazione, per quanto non ancora ben delineata secondo uno schema condiviso. Hennig (1973) individuava, all'interno degli Empididi, due gruppi di sottofamiglie, Empidoinea e Ocydromioinea, sulla base della morfologia degli organi genitali esterni del maschio e della morfologia alare. Nel gruppo Empidoinea, Hennig comprendeva le sottofamiglie Hemerodromiinae e Empidinae, che in generale si identificavano, facendo riferimento allo schema tassonomico di Sinclair & Cumming (2006), con l'insieme degli Empididae sensu stricto, dei Brachystomatidae e di alcuni generi incertae sedis. Nel gruppo Ocydromioinea, invece, rientravano le sottofamiglie Microphorinae, Atelestinae, Ocydromiinae, Hybotinae e Tachydromiinae. I Microphorinae sono trattati, attualmente, come una famiglia distinta (Chvála, 1983) o inclusi nei Dolichopodidae sensu lato (Sinclair & Cumming, 2006), gli Atelestinae sono trattati, consensualmente, come una famiglia distinta, le ultime tre si identificano, in sostanza, con gli attuali Hybotidae. La distinzione operata da Hennig era di preludio alle successive revisioni, finalizzate a risolvere il problema della natura parafiletica degli Empididae sensu lato in rapporto ai Dolichopodidae sensu stricto, problema che ancora oggi è caratterizzato da un certo margine di incertezza.

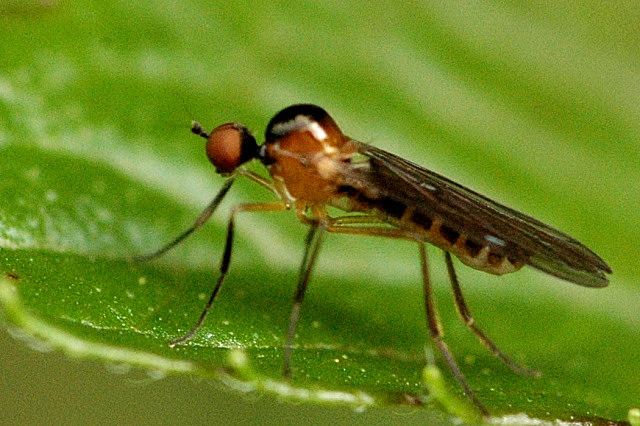
Ocydromia (Ocydromiinae)

Chvála (1983) operò la prima significativa revisione, nell'ambito degli Empidoidea, scorporando gli Empididae sensu lato in quattro famiglie (Atelestidae, Microphoridae, Hybotidae e Empididae sensu stricto), successivamente confermata o integrata dalle analisi cladistiche di Sinclair & Cumming (2000, 2006), su base morfologica, e da Moulton & Wiegmamm (2007), su base molecolare.
Nel complesso, gli Hybotidae rappresentano il terzo raggruppamento degli Empidoidea, in ordine di importanza per numero di specie, dopo i Dolichopodidae e gli Empididae, con circa 1900 specie ripartite fra oltre 60 generi. Sul trattamento del gruppo come famiglia distinta, sulla base della natura monofiletica del gruppo, c'è un ampio consenso, anche se alcune fonti riportano ancora la vecchia classificazione all'interno degli Empididae. Ancora incerta e controversa è invece la suddivisione interna; in particolare, rispetto alla classificazione di Chvála, che mantiene l'identità delle sottofamiglie storiche suddividendole ulteriormente in tribù, Sinclair & Cumming elevano al rango di sottofamiglia alcuni gruppi di generi. Nella revisione del 2006, Sinclair & Cumming propongono il seguente schema tassonomico:
- Sottofamiglia Hybotinae. Viene suddivisa da Sinclair & Cumming in due tribù, di cui una di nuova definizione:
  - Tribù Bicellariini. Di nuova definizione, comprende 44 specie, ripartite fra tre generi che originariamente erano trattati nell'ambito degli Ocydromiinae: Bicellaria (39 specie), Hoplocyrtoma (4), Leptocyrtoma (1).
  - Tribù Hybotini. È il gruppo che si identifica con gli Hybotinae sensu Chvála; comprende 456 specie ripartite fra 14 generi: Acarterus (otto specie), Afrohybos (1), Cerathybos (4), Chillcottomyia (3), Euhybus (63), Hybos (120), Lactistomyia (13), Lamachella (5), Neohybos (19), Parahybos (17), Smithybos (1), Stenoproctus (16), Syndyas (34), Syneches (152).

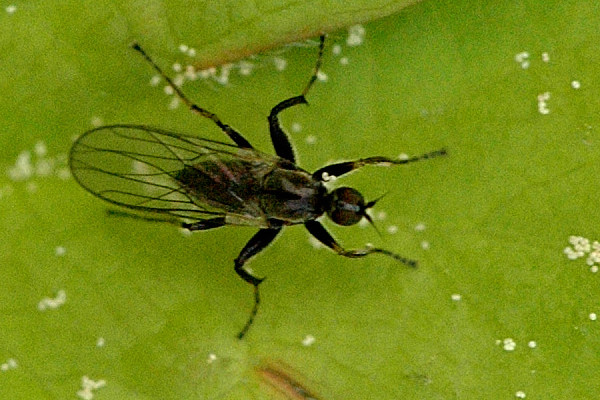
Platypalpus (Tachydromiinae)

- Sottofamiglia Ocydromiinae. Comprende 85 specie ripartite fra 15 generi: Abocciputa (una specie), Apterodromia (12), Austropeza (1), Chvalaea (6), Hoplopeza (5), Leptodromia (1), Leptodromiella (1), Leptopeza (13), Leptopezella (4), Neotrichina (12), Ocydromia (9), Oropezella (17), Pseudoscelolabes (1), Scelolabes (1), Stylocydromia (1). Una menzione particolare va fatta in merito ad alcune apparenti incongruenze nella nomenclatura. Il genere Austropeza è stato definito da Plant (1989) per separare la specie neozelandese Austropeza insolita Collin, 1928, trattata originariamente nel genere Leptopeza[8][9]. Il genere è considerato valido in diverse fonti, compreso il BioSystematic Database of World Diptera[10]; lo stesso catalogo, tuttavia, non riporta alcuna specie relativa a questo genere e cita, invece, la specie Leptopeza isolita Collin, 1928, evidente frutto di un errore di trascrizione propagato in altri cataloghi tassonomici che si appoggiano al BDWD[11]. Il genere Leptodromia è stato definito da Sinclair & Cumming (2000) per separare la specie australiana Leptodromia bimaculata Bezzi, 1904, anch'essa originariamente trattata nel genere Leptopeza, oltre ad altre specie australiane ancora sconosciute[12]. Anche in questo caso, il BDWD attesta la validità del genere[13], ma senza riportare alcuna specie, mentre cita la validità del nome della specie Leptopeza bimaculata Bezzi, 1904[14].
- Sottofamiglia Oedaleinae. Trattata da Chvála come tribù all'interno degli Ocydromiinae, Sinclair e Cumming l'hanno elevata al rango di sottofamiglia. Comprende 53 specie, ripartite fra quattro generi: Allanthalia (una specie), Anthalia (15), Euthyneura (15), Oedalea (22).
- Sottofamiglia Tachydromiinae. Originariamente suddivisa in due tribù, Sinclair e Cumming ne definiscono una nuova, portandone il numero a tre:

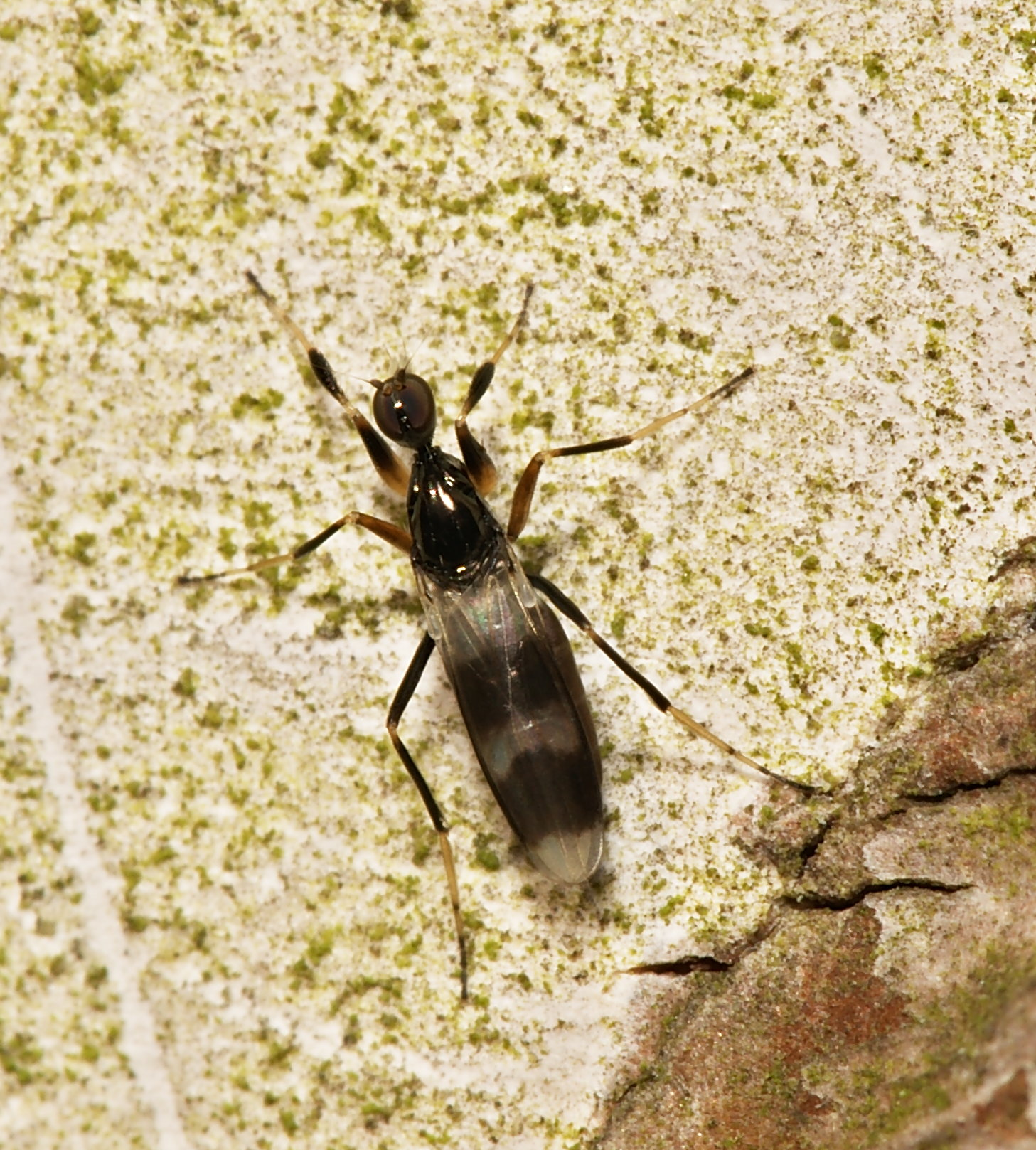
Tachydromia (Tachydromiinae)

- - Tribù Drapetini. Comprende 525 specie ripartite fra 18 generi: Allodromia (sette specie), Atodrapetis (1), Austrodrapetis (1), Austrodromia (13), Baeodromia (1), Chaetodromia (2), Chersodromia (58), Crossopalpus (48), Drapetis (206), Dusmetina (1), Elaphropeza (90), Isodrapetis (8), Megagrapha (4), Micrempis (26), Nanodromia (7), Ngaheremyia (1), Pontodromia (1), Sinodrapetis (1), Stilpon (49). Il genere Baeodromia è stato descritto da Cumming (2006) per spostarvi la specie Stilpon pleuriticus Melander, 1928, rinominata dallo stesso Autore come Baeodromia pleuritica Melander, 1928[15][16]; la specie è erroneamente citata dal BDWD con il nome Baeodromia (Tetraneurella) pleuriticus, facendo riferimento ad una vecchia denominazione, attribuita da Melander (1965), che la classificava in un sottogenere Tetraneurella del genere Stilbon[17][18].
  - Tribù Symballophthalmini. Comprende otto specie, tutte riunite nell'unico genere Symballophthalmus, che originariamente era incluso fra i Tachydromiini.
  - Tribù Tachydromiini. Comprende 737 specie ripartite fra otto generi: Ariasella (tre specie), Charadrodromia (3), Dysaletria (4), Pieltainia (1), Platypalpus (558), Tachydromia (114), Tachyempis (23), Tachypeza (31).
- Sottofamiglia Trichininae. Comprende 14 specie ripartite fra due soli generi, che Chvála include, invece, nella sottofamiglia Ocydromiinae: Trichina (13 specie), Trichinomyia (1).
- Incertae sedis. Riguarda il genere Stuckenbergomyia, in passato incluso negli Ocydromiinae, comprendente due sole specie secondo il BDWD, quattro secondo Sinclair & Cumming.

## Distribuzione
Gli Hybotidae sono una famiglia cosmopolita che ha un'ampia diffusione, con una maggiore concentrazione di specie nell'emisfero boreale. 442 126 + 255 + 61 specie distribuite fra circa 30 generi Platypalpus (239 specie) Tachydromia (41)
In Europa sono segnalate circa 450 specie ripartite fra 29 generi. I più rappresentativi sono Platypalpus, con circa 240 specie, e Tachydromia, con circa 40 specie.
In Italia sono segnalate circa 130 specie appartenenti a 17 generi. Poco più della metà delle specie appartiene al genere Platypalpus. Abbastanza rappresentati sono anche i generi Tachydromia, Bicellaria, Crossopalpus e Chersodromia.